# Nachal Duchan
Nachal Duchan (hebrejsky: נחל דוכן) je vádí v severním Izraeli, v pohoří Karmel.
Začíná v nadmořské výšce přes 300 metrů nad mořem, na západních svazích hory Har Šokef. Odtud vádí směřuje k západu hlubokým zalesněným údolím. Severně od vesnice Nir Ecion zprava ústí do vádí Nachal Bustan, které odvádí jeho vody do Středozemního moře. Údolí je turisticky využíváno.
V prosinci 2010 bylo okolí vádí postiženo lesním požárem, který zničil velkou část zdejších lesů.